# (4567) Bečvář
(4567) Bečvář, désignation internationale (4567) Becvar, est un astéroïde de la ceinture principale.

## Description
(4567) Becvar est un astéroïde de la ceinture principale. Il fut découvert le 17 septembre 1982 à l'Observatoire Kleť par Marie Mahrová. Il présente une orbite caractérisée par un demi-grand axe de 2,58 UA, une excentricité de 0,20 et une inclinaison de 13,1° par rapport à l'écliptique.

## Compléments